# Cèdre du Liban de Kondor út
Le Cèdre du Liban de Kondor út (en hongrois : Kondor úti libanoni cédrus) constitue un monument naturel protégé, situé à Budapest et caractérisé comme d'intérêt local,,.